# Michael Kalkbrenner
Michael Kalkbrenner (* 1. Juli 1956 in Oldenburg) ist ein ehemaliger deutscher Fußballspieler und -trainer.

## Karriere
Der gebürtige Oldenburger Michael Kalkbrenner begann mit dem Vereinsfußball 1961, mit sechs Jahren, beim TuS Ofen, einem Verein aus dem Ortsteil der Gemeinde Bad Zwischenahn bei Oldenburg. 1971 wechselte er in die Jugendabteilung des VfL Oldenburg. Drei Jahre später kam Kalkbrenner, dem Jugendalter entwachsen, in die Landesligamannschaft des Vereins.
1976 ging er, zusammen mit einigen weiteren VfL-Spielern, zum TSR Olympia Wilhelmshaven und damit in die Oberliga, damals dritthöchste Spielklasse. Dort wurde nach guten Leistungen der VfB Oldenburg auf ihn aufmerksam, der ihn 1978 verpflichtete. Der VfB war damals Ligakonkurrent von Olympia Wilhelmshaven und gewann, nach Platzierungen im Mittelfeld der Tabelle in den Jahren zuvor, unter Trainer Helmut Mrosla 1980 die Oberligameisterschaft. Kalkbrenner hatte daran als Stammspieler seinen Anteil. Oldenburg stieg durch den Titelgewinn in die 2. Bundesliga auf. Dort hatte man das Pech, dass nach der Saison die beiden Staffeln der zweiten Liga zusammengeführt wurden und somit jeweils die Hälfte der Mannschaften absteigen mussten. Der VfB Oldenburg war als 15. davon betroffen und musste nach nur einem Jahr wieder den Gang in die Oberliga antreten. Immerhin war Kalkbrenner in 37 von 42 Spielen mit von der Partie und konnte sich gleich im ersten Spiel als Torschütze auszeichnen. Nach dem Abstieg blieb Kalkbrenner dem Verein zunächst treu, doch 1981/82, Oldenburg hatte den Wiederaufstieg deutlich verfehlt, wechselte er ins Saarland zum ambitionierten Südwestoberligisten 1. FC Saarbrücken mit Trainer Uwe Klimaschefski. In Saarbrücken konnte Kalkbrenner als Student der Wirtschaftswissenschaften einige Gastsemester studieren.
Neben Kalkbrenner verstärkte sich der FCS unter anderem auch mit dem ehemaligen Nationalspieler Wolfgang Seel. Souverän holte sich der FCS den Titel des Südwestmeisters und stieg nach erfolgreich absolvierter Aufstiegsrunde in die 2. Bundesliga auf. In der folgenden Zweitligasaison erreichte man den Klassenerhalt ohne ernsthaft in Abstiegsnöte gekommen zu sein. Michael Kalkbrenner kam in jener Saison nach einer Verletzung nur 15-mal zum Einsatz. Der Vertrag beim FCS wurde einvernehmlich aufgelöst und Kalkbrenner ging zusammen mit seinem Saarbrücker Mannschaftskameraden Heinz-Joachim Goll zum VfL Osnabrück (Oberliga Nord). Hier konnte er nach der ersten Saison den dritten Zweitligaaufstieg seiner Karriere feiern. Aufstiegstrainer war Rolf Grünther, der nach dem dritten Spieltag Erhard Ahmann abgelöst hatte. Danach spielte Kalkbrenner bis 1988 mit dem VfL in der 2. Bundesliga, ehe er aufgrund einer Verletzung seine Karriere beendete.

### Erfolge und Statistik
| Liga          | Spiele (Tore)   |
| ------------- | --------------- |
| 2. Bundesliga | 117 (2)         |
| Oberliga      | über 200 Spiele |
| Wettbewerb    |                 |
| DFB-Pokal     | 013 (1)         |

- Aufstieg in die 2. Bundesliga
  - 1980 mit dem VfB Oldenburg (Trainer: Helmut Mrosla)
  - 1983 mit dem 1. FC Saarbrücken (Trainer: Uwe Klimaschefski)
  - 1984 mit dem VfL Osnabrück (Trainer: Rolf Grünther)

Als Manager des VfB Oldenburg Aufstiege in die 2. Bundesliga 1990 und 1996.

## Nach der Spielerkarriere
Ein Jahr nach seinem Karriereende als Spieler wurde der studierte Wirtschaftswissenschaftler und Diplom-Kaufmann Geschäftsführer des VfB Oldenburg. Auch in dieser Tätigkeit hatte er Erfolg, denn in seiner Amtszeit stieg der von Wolfgang Sidka trainierte VfB in die 2. Bundesliga auf. Danach zog er sich zunächst aus dem Fußball zurück und war in leitender Position bei zwei Unternehmen tätig. 1995 begann er wieder in derselben Position beim VfB Oldenburg, der erneut mit Kalkbrenner als Manager in das Bundesliga-Unterhaus aufstieg. 1997 verließ er den Verein und machte drei Jahre später den Trainerschein (B-Lizenz). 2001 begann er eine Tätigkeit als DFB-Stützpunkttrainer, im Rahmen dessen er bis 2006 Talente aus der Region Oldenburg sichtete und trainierte.
Im August 2009 wurde Kalkbrenner als sportlicher Leiter beim VfB Oldenburg vorgestellt. Am Ende der Saison qualifizierte sich die Mannschaft für die eingleisige Oberliga Niedersachsen. Aus beruflichen Gründen gab er seine Tätigkeit im Mai 2010 auf. Er führt derzeit (2011) mit seinem Bruder ein Inkassounternehmen in Oldenburg.
Als Hobbys gibt Kalkbrenner u. a. Golf und Tennis an. Er hat eine Tochter und einen Sohn.